# هنشل هااس ۱۲۹
هنشل هااس ۱۲۹ (به آلمانی: Henschel Hs 129) یک هواگرد تهاجمی دوموتوره تک‌سرنشین آلمانی ساخت شرکت هنشل بود که در اواخر دهه ۱۹۳۰ بر مبنای درخواست دفتر فنی وزارت هوانوردی رایش طراحی و پس از پیروزی در رقابت با نمونه‌های رقیب، اوایل دهه ۱۹۴۰ تولید شد. این هواگرد به شکل اختصاصی برای نقش ضد تانک طراحی گشت و از این منظر در جنگ جهانی دوم منحصر به فرد بود. بین سال‌های ۱۹۴۲ تا ۱۹۴۵ در شمال آفریقا و غالباً در جبهه شرقی جنگ جهانی دوم علیه نیروهای زرهی شوروی به‌کارگرفته شد. هااس ۱۲۹ در طول جنگ به مرور بهبود یافت و با موتور و تسلیحات قدرتمندتری تجهیز گشت. علاوه بر لوفت‌وافه، نیروی هوایی رومانی نیز در این جنگ از هااس ۱۲۹ استفاده کرد. به جهت عملکرد مناسب علیه زره‌پوش‌های دشمن لقب «در بازکن» (به آلمانی: Büchsenöffner) بر آن نهاده شد.

## درخواست وزارت هوانوردی
میانه دهه ۱۹۳۰ مفهوم هواگرد زرهی پشتیبانی هوایی نزدیک نه انقلابی و نه جدید بود و از پیش در جنگ جهانی اول استفاده شده بود. جنگ داخلی اسپانیا از سال ۱۹۳۶ دوره مناسبی برای آزمایش تاکتیک‌ها و تسلیحات جدید از جمله در پشتیبانی هوایی نزدیک برای آلمان شد. تجربه عملکرد بمب‌افکن شیرجه‌ای دوباله هااس ۱۲۳ در این کارزار نشانگر ضعف آن در حمله به اهداف کوچک، پر سرعت و متحرک همچون تانک‌ها بود. این هواگرد همچنین با سرعت کم و بدون زره در برابر آتش زمینی دشمن آسیب‌پذیر بود. بر مبنای گزارش‌های دریافت‌شده از لژیون کوندور، دفتر فنی وزارت هوانوردی رایش ماه آوریل سال ۱۹۳۷ مشخصات درخواستی برای طراحی یک هواگرد تک‌سرنشین کوچک با زرهی سنگین و تسلیحاتی شامل توپ خودکار ۲۰ میلی‌متری، مسلسل‌های سنگین و چند بمب به عنوان هواگرد تهاجمی جهت انهدام استحکامات دشمن را ارائه کرد. هواگرد می‌بایست توانی در دامنه ۹۰۰ تا ۱۱۰۰ اسب بخار می‌داشت. ترجیح بر استفاده از دو موتور بود تا هواگرد امکان بقای بیشتری بر فراز میدان رزم داشته باشد. به‌شکل غیر اجباری توصیه شد هواگرد از دو موتور خطی دوازده سیلندر آرگوس آاس ۴۱۰ آ-۰ خنک‌شونده با هوا با توان ۴۶۵ اسب بخار هنگام برخاست، استفاده کند. نبود موتوری با توان متوسط دیگر به اندازه کافی، سبب انتخاب این موتور ضعیف بود. هدف از این هواگرد پرواز در ارتفاع پایین بر فرار رزم‌گاه در محدوده برتری هوایی بود؛ از این رو نیاز به تیربارچی دم نبود تا وزن کاهش و محموله افزایش یابد. این هواگرد در نقش خود می‌بایست از فرودگاه‌های ابتدایی در نزدیک خط مقدم استفاده می‌کرد؛ بدین جهت می‌بایست ساختی یک‌پارچه و نگهداری ساده‌ای می‌داشت. سایر جزئیات نهایی به اختیار شرکت‌های طراح گذاشته شد.
دفتر فنی وزارت پیشنهاد رسمی طراحی این هواگرد را به چهار شرکت فوکه-وولف، گوتا، هامبورگ و هنشل ارسال کرد. گوتا تا موعد مقرر یعنی روز ۱ اکتبر سال ۱۹۳۷ پاسخی به این درخواست نداد. دو شرکت فوکه-وولف و هامبورگ طرح‌هایی را به صورت اصلاح هواگرد شناسایی پیشین خود به ترتیب ها ۱۴۱ و اف‌و ۱۸۹ ارائه نمود. هنشل طرح کاملاً جدیدی با عنوان شرکتی «په ۴۶» که اختصاصاً برای درخواست دفتر فنی وزارت هوانوردی ایجاد کرده بود، عرضه ساخت. طرح هامبورگ به سرعت به جهت پیکربندی نامعمول نامتقارن رد شد. پس از ارزیابی، با شرکت‌های دو طرح دیگری قراردادی برای ادامه توسعه منعقد گشت.

## طرح هنشل
هنشل کارهای اولیه طراحی را ماه ژانویه سال ۱۹۳۸ آغاز کرد. در طول ماه‌های فوریه و مارس تبادل نظرهای مختلفی با دفتر فنی صورت پذیرفت و پروژه هنشل بهبودهایی در جهت مشخصات درخواستی به خود دید. ماه آوریل طراحی نهایی آغاز شد و په ۴۶ عنوان رسمی «هااس ۱۲۹» به خود گرفت.
هااس ۱۲۹ جز چند ویژگی، به صورت کاملاً متعارف و از همان ابتدا با دیدگاه سهولت تولید طراحی شد. این هواگرد پیکربندی تک‌باله بال‌پایین طُرّه‌ای، ساختی تماماً فلزی با پوشش پارچه‌ای بر سطوح هدایت و تنش‌دار سبک فلزی بر سایر بخش‌ها و بدنه‌ای غیر معمول با مقطع تقریباً مثلثی‌شکل با بخش زیرین گِرد داشت. بدنه مثلثی هواگرد را هدف کوچک‌تری می‌کرد و امکان کمانه گلوله از اطراف آن را فراهم می‌آورد. ارتفاع بدنه ۱۱۶٫۲ سانتی‌متر و عرض آن ۳۰ سانتی‌متر در سقف و ۱۱۰ سانتی‌متر در کف بود. عرض بالایی متناسب با میانگین عرض شانه‌های یک مرد بالغ در نظر گرفته شد. البته این ابعاد فضای درون اتاقک خلبان را نیز تا حدود زیادی تنگ می‌کرد؛ به وجهی که انتهای پاهای خلبان زیر صفحه جلویی دماغه عمیق هواگرد بود و صورتش تنها ۳۰ سانتی‌متر با شیشه جلویی فاصله داشت. صفحه نشانگرهای پرواز هم به شکل غیرمعمولی کوچک و پایین و اهرم هدایت کوتاه بود. با توجه به تأکید بر دید خلبان به جلو، فاصله کم بین چشمان او و ابزار نشانه‌گیری و همچنین دماغه کوتاه و منحنی هواگرد، دید بسیار خوبی به جلو ایجاد می‌کرد. با این حال در نگاه به اطراف خلبان تنها می‌توانست موتورها را ببیند. اتاقک خلبان متشکل از صفحات زرهی خوش‌خورده به‌هم بود که به تنهایی حدود ۴۵۰ کیلوگرم وزن داشت. این زره در اطراف ۶ میلی‌متر و در کف و جلو ۱۲ میلی‌متر بود. دماغه با صفحه‌های زرهی با جوشکاری نقطه‌ای ساخته شد تا از خلبان در برابر آتش زمینی محافظت شود. یک صفحه زرهی ۶ میلی‌متری هم پشت صندلی خلبان بود. ضخامت شیشه جلویی هواگرد از شیشه زرهی ۷۵ میلی‌متر و شیشه‌های زرهی آسمانه ۶ میلی‌متر بود. آسمانه به شکل کشویی بالای مجرای تسلیحات روی چرخ‌دنده‌ها رو به پشت باز می‌شد و روی سقف بدنه قرار می‌گرفت. شکل و طرح اتاقک حاصل از تجربه فراوان هنشل در تولید خودروهای زره‌پوش رزمی نشات می‌گرفت.
بال هواگرد با دو تیر طولی اصلی که در بخش مرکزی محفظه موتور را حمل می‌کرد، ساخت یک‌پارچه با بدنه داشت تا استحکام را افزایش دهد. این بخش پوشش زرهی ۵ میلی‌متری داشت. همه طول لبه پسین بال لولاگذاری‌شده برای شهپرهای چند تکه بیرونی و برآافزاهای چند تکه درونی بود. هر لنگه از ارابه فرود اصلی یک‌پایه و یک‌چرخه بود و به صورت هیدرولیک به پشت در بخش پایینی محفظه موتور جمع می‌شد. بخشی از چرخ‌ها اندکی از محفظه موتور بیرون می‌ماند تا آسیب حاصل از فرود با ارابه بسته را کاهش دهد. چرخِ دمِ یگانه تک‌پایه به صورت جمع‌نشدنی پشت بدنه قرار داد.
تسلیحات هواگرد شامل دو توپ خودکار ۲۰ میلی‌متری و دو مسلسل ۷٫۹۲ میلی‌متری می‌شد که اطراف بدنه بودند و رو به جلو شلیک می‌کردند. مسلسل‌ها پایین و توپ‌های خودکار بالا بودند. برآمدگی‌هایی روی بدنه بالای لبه فرار ریشه بال پشت توپ‌های خودکار را می‌پوشاند. هدف‌گیری تسلیحات با ابزار نشانه‌گیری رِِوی سی. ۱۲/سی بر دماغه اتاقک انجام می‌گرفت. نبود فضا درون اتاقک سبب می‌شد ابزار نشانه‌گیری بیرون از آن جلوی شیشه، مقداری به سمت راست، باشد. زائده‌های فلزی بر پایه ابزار نشانه‌گیری یاری‌گر خلبان در برگزیدن زاویه مناسب شیرجه بود.
هواگرد نیرومحرکه خود را از دو موتور خطی دو ردیفی دوازده سیلندر آرگوس آاس ۴۱۰آ-۰ خنک‌شونده با هوا با توان ۴۶۵ اسب بخار هنگام برخاستن، می‌گرفت تا ملخ‌های دو تیغه چوبی آرگوس به قطر ۲٫۶۲ متر با گام متغیر خودکار را به چرخش درآورد. موتورها از زیر با یک صفحه زرهی ۵ میلی‌متری محافظت می‌شدند. دو مخزن سوخت ۲۰۵ لیتری در بخش مرکزی بال سوار بود و یک مخزن سوخت ۲۰۰ لیتری دیگر در پشت اتاقک خلبان قرار داشت. هر مخزن خود مسدود کننده بود تا خطر آتش‌سوزی در اثر صدمه‌های رزمی را کاهش یابد. این هواگرد از سوخت ۸۷-اکتان ب۴ معمول در هواگردهای رزمی لوفت‌وافه استفاده می‌کرد.

## پیش‌نمونه‌ها
نمونه چوبی طرح هااس ۱۲۹ ماه مه سال ۱۹۳۸ ساخته شد و طراحی نهایی آن ماه اوت به پایان رسید. عوامل دفتر فنی وزارت هوانوردی نمونه‌های چوبی دو طرح هنشل و فوکه-وولف را پس از دریافت آن‌ها بررسی کردند. هر دو از موتور پیشنهادی دفتر فنی استفاده می‌کردند. بررسی دقیق طرح هنشل چندین نقص را عیان کرد. متخصصان دفتر فنی به شکل اختصاصی منتقد اتاقک تنگ و دید محدود به اطراف بودند که می‌توانست موجب تنگناهراسی شود. به هر صورت، امکان تغییر بنیادین در طراحی هااس ۱۲۹ وجود نداشت؛ چرا که تمامی هواگرد حول اتاقک زرهی ساخته شده بود و هر گونه تغییری نیازمند باز طراحی تمامی بدنه بود. در نهایت با وجود برخی مقاومت‌ها، دفتر فنی مسئله اتاقک هااس ۱۲۹ را احتمالاً با فرض این که به عنوان یک هواگرد تهاجمی ماموریت‌های کوتاهی خواهد داشت، پذیرفت. در بررسی‌های متعاقب بر نمونه چوبی مساحت بال هواگرد مقداری افزایش یافت. به هر حال هیچ‌کدام از طرح‌های هنشل و فوکه-وولف برتری واضحی بر دیگری نداشت و صرفاً حداقل‌های مشخص شده را رعایت کرده بود. با وجود کاستی‌ها، تصمیم به ادامه توسعه هر دو گرفته شد و ماه سپتامبر سال ۱۹۳۸ سفارش سه پیش‌نمونه از هر یک صادر گردید.
ماه نوامبر سال ۱۹۳۸ با دریافت مواد لازم، ساخت پیش‌نمونه نخست با عنوان هااس ۱۲۹ فاو-۱ آغاز شد. برنامه آغاز آزمایش پرواز برای ماه آوریل سال ۱۹۳۹ مقرر گشت. با وجود پیشرفت مناسب کار ساخت پیش‌نمونه، ماه فوریه سال ۱۹۳۹ مشخص شد تحویل نخستین موتور پیش تولید آرگوس آاس ۴۱۰آ-۰ تا زمان پیش‌بینی‌شده ماه آوریل، محقق نخواهد گشت. ماه مارس یکی از موتورها دریافت شد اما تحویل موتور دیگر تا ماه بعد طول کشید و این مسئله سبب شد نخستین پرواز تا روز ۲۶ مه سال ۱۹۳۹ به تعویق بیفتد. پرواز آزمایشی نشان داد هواگرد به برخی تغییرات نیاز دارد که تا روز ۲۰ ژوئن بر آن اعمال گردید. روز ۲۴ ژوئن در پرواز آزمایشی در شونفلت سازوکار تغییر گام ملخ موتور سمت چپ درست کار نکرد و هواگرد هنگام فرود به زمین اصابت کرد. روز ۳ ژوئیه برنامه‌ای برای بازدید آدولف هیتلر، پیشوای آلمان از نمایش تجهیزات لوفت‌وافه در رشلین گذاشته شد. آسیب‌های وارد آمده به فاو-۱ در اثر فرود سخت جزئی بود و هواگرد با انجام تعمیرات لازم توانست به رشلین پرواز کند. طبق برنامه دیدار هیتلر انجام شد و هااس ۱۲۹ جزو مشاهدات او بود. هواگرد به شونفلت بازگردانده شد. موتورها جدا، توسط آرگوس تعمیر و تا روز ۱۳ ژوئیه مجدداً نصب شدند. در این مدت اصلاحاتی در بدنه اعمال و زبانه‌هایی در سطوح هدایت تعبیه شد. برای بهبود دید جلو، شکل بخش پیشین آسمانه تغییر کرد.

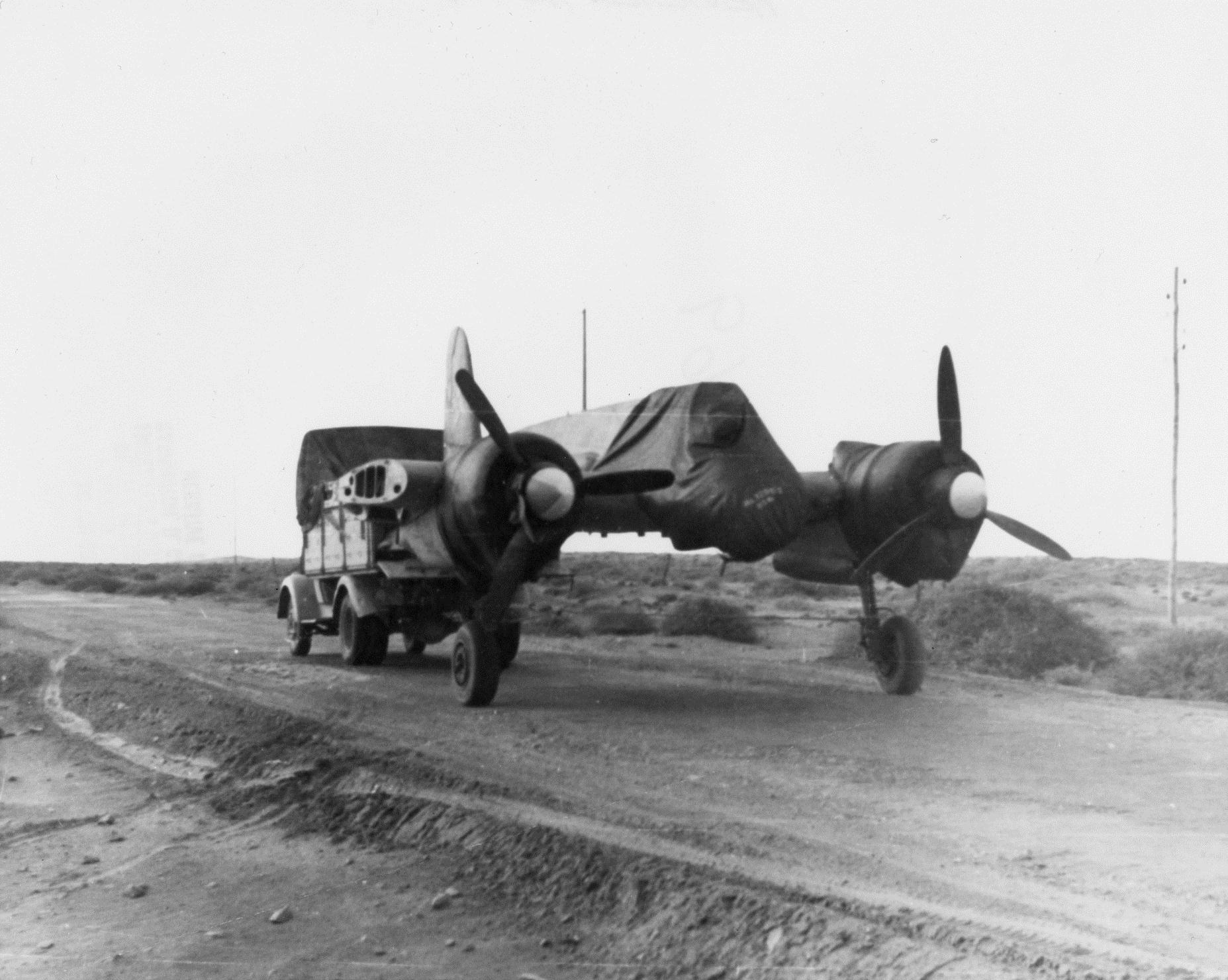
هااس ۱۲۹ با بال‌های جدا شده در حال ترابری

پروازهای آزمایشی بر فاو-۱ از روز ۱۹ ژوئیه سال ۱۹۳۹ در ارتباط با سرعت هواگرد، برآافزاهای فرود و عملکرد و هدایت‌پذیری عمومی انجام شد که تا پایان سال ادامه داشت. بر مبنای آن بهبودهایی شامل تقویت محفظه موتور، تیرهای جلویی و عقبی بال‌ها و اصلاح سکان اعمال شد. در این حال تا ماه سپتامبر مشخص شد عملکرد طرح فوکه-وولف برآورده‌کننده انتظارات نیست و از چند منظر فنی دچار نواقص است. به هر صورت تفاوت اندکی بین عملکرد و ویژگی‌های عمومی دو هواگرد رقیب وجود داشت. با این وجود وزارت هوانوردی تصمیم گرفت بر مبنای کوچک‌تر و ارزان‌تر بودن هااس ۱۲۳، آن را برای ادامه تولید برگزیند. بدین شکل هنشل سفارش ساخت ۱۲ فروند از مدل پیش‌تولید هااس ۱۲۹آ-۰ دریافت کرد.
دو پیش‌نمونه فاو-۲ و فاو-۳ کاملاً مشابه فاو-۱ بودند. طبق توافق با وزارت هوانوردی قرار بود پرواز آزمایشی این دو هواگرد ماه سپتامبر انجام شود که به تأخیر افتاد. در مورد فاو-۲ علت در ابتدا نبود یک قطعه تغییر گام ملخ بود. در حال بی‌کاری فاو-۲ موتور سمت راست آن باز شد تا موتور آسیب‌دیده فاو-۱ را جایگزین کند. دم افقی و سکان این هواگردها نیز تعویض شد. بدون در دسترس بودن هیچ موتور دیگری فاو-۲ زمین‌گیر بود تا این که روز ۳۰ نوامبر نخستین پرواز خود را انجام داد. در این حین سازوکار تغییر گام ملخ آرگوس همچنان مشکل‌دار بود.
پس از کارآزمایی تولیدکننده، فاو-۱ روز ۱۴ دسامبر سال ۱۹۳۹ به مرکز آزمایش لوفت‌وافه در رشلین منتقل شد. فاو-۳ می‌بایست موتور ارتقا یافته آرگوس آاس ۴۱۰آ-۱ را آزمایش می‌کرد. به شکل مشابهی، موتور، ملخ و سازوکار تغییر گام در دسترس نبود تا فاو-۳ روز ۲ آوریل سال ۱۹۴۰ نخستین بار به پرواز درآید. کارآزمایی‌های سرعت و عملکرد عمومی در ماه مه با مشکلات موتور و نشت روغن از آن همراه بود. به هر صورت این هواگرد روز ۳۱ مه به فاو-۱ در رشلین پیوست تا آزمایش‌های موتور بر آن انجام شود. ارابه فرود فاو-۳ هنگام فرود آسیب دید تا هواگرد برای تعمیر اواخر ماه ژوئن به کارخانه شماره ۲ هنشل در یوهانیشتال بازگردانده شود. با توجه به این که فاو-۳ تا ماه مارس سال ۱۹۴۱ مجدداً به پرواژ در نیامد، آزمایش‌های بیشتر تنها با یک هواگرد، فاو-۱، ادامه یافت.

## نتایج پروازهای آزمایشی
نگرانی‌های دفتر فنی وزارت هوانوردی از هااس ۱۲۹ به واقعیت بدل گشت. تغییرات اعمال‌شده تا این زمان وزن خالی هواگرد را به مقدار قابل ملاحظه ۱۲ درصد نسبت به آخرین محاسبات بر اساس نمونه چوبی، افزایش داده بود. برخلاف انتظار موتور آرگوس آاس ۴۱۰آ-۰ هنگام برخاستن به‌جای ۴۶۵ اسب بخار، در عمل تنها ۴۳۰ اسب بخار توان تولید می‌کرد. پروازهای آزمایشی بین خلبانان شرکت و خلبانان مرکز رشلین تقسیم شد. تنگی فضای اتاقک، نزدیکی شیشه جلو به صورت و دید ناکافی به اطراف طبق پیش‌بینی ناپسند خلبانان بود. نزدیکی صورت خلبان به شیشه ممکن بود به جراحت آن منجر شود و فاصله کم بین چشمان او و شیشه موجب اعوجاج دید می‌شد. کمبود دید حرکت هواگرد روی زمین و پرواز در آرایش را عملی خطرناک می‌کرد. اهرم هدایت کوتاه هم موجب نارضایتی خلبانان آزمایش بود. گزارش پرواز پیش‌نمونه‌ها تماماً نامطلوب بود. بدون مهمات و با ذخیره سوخت تنها در مخزن بدنه، هااس ۱۲۹ نمی‌توانست به سرعت و نرخ صعود محاسبه‌شده اولیه برای حالت بارگذاری کامل برسد. مسافت برخاست بلند و شتاب اندک بود. هواگرد بسیار کم‌توان توصیف شد که اغلب موارد قادر نبود با یک موتور پرواز کند. نیروی هدایت در همه حالات پروازی بالا و زحمت جسمی زیاد و خسته‌کننده‌ای از جانب خلبان برای هدایت لازم بود. با افزایش سرعت نیروی هدایت نیز افزایش می‌یافت تا این که در شیرجه ۴۵ درجه سطوح هدایت تقریباً قفل می‌شدند. بدین شکل شیرجه با زاویه‌ای بیش از ۱۵ درجه مُیَسَر نبود. کوچک‌ترین تغییر سرعت هدایت هواگرد را نیازمند تنظیم مداوم می‌کرد و در  نتیجه عدم ثبات پرواز با آن در ارتفاع پایین را بسیار خطرناک می‌نمود. فاو-۲ هنگام پرواز آزمایشی روز ۵ ژانویه سال ۱۹۴۰ نتوانست از شیرجه بازگردد و کاملاً از بین رفت و خلبان کشته شد.
روز ۱۹ نوامبر سال ۱۹۴۰، به مظور تکمیل پروازهای آزمایشی گروه متشکل از خلبانان یگان ۱۲۹ مرکز رشلین و خلبانان اسکادران ۵ جناح ۲ لیِر ایجاد شد. این گروه در گزارش خود آورد که مدل هااس ۱۲۹آ-۰ حتی با موتور قوی‌تر آرگوس آاس ۴۱۰آ-۱ هم ویژگی‌های پروازی مورد نیار را ندارد و انتقادات پیشین در دید محدود همچنان بدان وارد است. یکی از هواگردها روز ۱۶ دسامبر سال ۱۹۴۰ در براونشوایک سقوط کرد و یک خلبان دیگر و یک مکانیک را هم به کشتن داد. بدین ترتیب، توصیه به توقف کار بر روی هااس ۱۲۹ شد.
همین ایرادات بر نمونه فوکه-وولف هم وارد بود. به هر صورت وزن بیشتر باعث تشدید مشکل اف‌و ۱۸۹ می‌شد. همین مزیت نسبی، هر چند اندک، سبب برتری هااس ۱۲۹ بر رقیب خود بود. علاوه بر این دو سرنشین بودن (خلبان و تیربارچی دم) طرح فوکه-وولف باعث می‌شد دید مطلوبی به آن نباشد. فرود سخت نمونه فوکه-وولف در اثر دید ضعیف نیز برنامه آن را به‌هم ریخت. خلبان در این حادثه با مهارتی که داشت جان به در برد اما هواگرد با آسیب وارد آمده دیگر قابل بازیابی نبود. با این حال، با توجه به این که هنوز اطمینان کاملی از طراحی هنشل ایجاد نشده بود، سفارش نمونه دیگری از طرح فوکه-وولف، به عنوان طرح پشتیبان، داده شد. فوکه-وولف نمونه خود را اصلاح و میدان دید بیشتری در آن ایجاد کرد اما این بار هم هواگرد آن فرود سخت داشت. این شرکت مجدداً ماه سپتامبر سال ۱۹۴۰ اقدام به بهبود هواگرد خود کرد اما دفتر فنی دیگر تصمیم خود را گرفته بود. هااس ۱۲۹ با همان عملکرد اندکی بهتر ولی با مخارج تولید دو سوم رقیب، به عنوان هواگرد تهاجمی جدید لوفت‌وافه برگزیده شد.

## مدل‌ها

### مدل هااس ۱۲۹آ

هااس ۱۲۹آ-۰

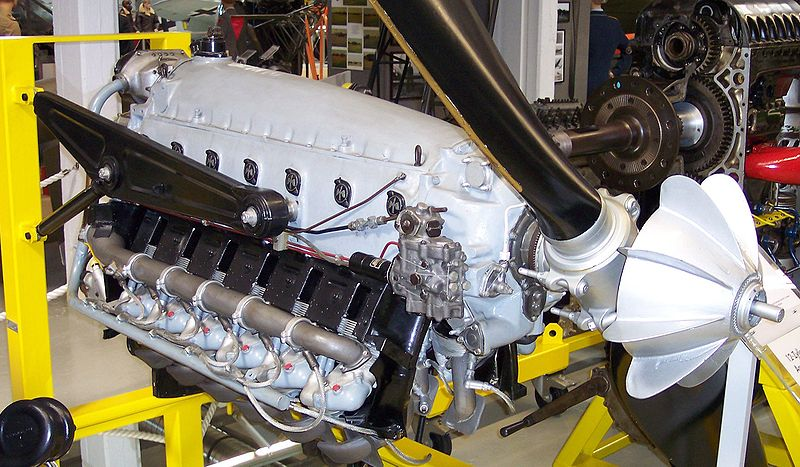
موتور آرگوس آاِس ۴۱۰

در حین پروازهای آزمایشی، هنشل ماه ژوئن سال ۱۹۴۰ مدل پیش تولید هااس ۱۲۹آ-۰ را آماده کرد که نخستین پرواز خود را روز ۱ اوت سال ۱۹۴۰ انجام داد. برای حصول ویژگی‌ها پروازیِ دست کم قابل قبول بهبودهای مختلفی، از جمله سطوح هدایت الکتریکی در سکان‌های دم، در این مدل اعمال شد. به جای موتور پیش‌تولید آرگوس آاس ۴۱۰آ-۰، مدل هااس ۱۲۹آ-۰ از موتور آرگوس آاس ۴۱۰آ-۱ استفاده می‌کرد. موتور جدید قدرتمندتر بود و توان مورد انتظار ۴۶۵ اسب بخار در ۳٬۱۰۰ دور در دقیقه را تأمین می‌نمود. برای بهبود مسئله دید خلبان شیشه زرهی جلو بزرگ‌تر و زاویه آن بیشتر شد. هواگرد هااس ۱۲۹آ-۰ دارای طول ۹٫۷۵ متر، طول بال ۱۴٫۲ متر و ارتفاع ۳٫۲۵ متر بود که در تمامی مدل‌های بعدی ثابت باقی ماند.
هنگام طراحی اولیه اورلیکون ام‌گه/اف‌اف که به صورت تحت لیسانس در آلمان تولید می‌شد، تنها سلاح ۲۰ میلی‌متری در دسترس بود که با درخواست اولیه مطابقت داشت. نرخ آتش این سلاح پایین و خشاب گرد آن با ظرفیت تنها ۴۵ یا ۶۰ گلوله بود. در حین ساخت هااس آ-۰ شرکت ماوزر توپ خودکار خود ام‌گه ۲۰/۱۵۱ را با نرخ آتش و سرعت دهانه بالا و تغذیه نواری توسعه داد. بدین شکل توپ خودکار منسوخ قبلی با دو قبضه از نمونه جدیدتر جایگزین شد. همانند طرح اولیه دو مسلسل ام‌گه ۱۷ نیز در این مدل به‌کار رفت. این تسلیحات به ترتیب ۱۲۵ و ۵۰۰ گلوله برای هر قبضه داشتند. مدل هااس ۱۲۹ آ-۰ می‌توانست چهار بمب ۵۰ کیلوگرمی اس‌سی-۵۰ یا مخزن دودزا اس۱۲۵ زیر بدنه حمل کند.
نخستین هواگردهای تولید شده از این مدل تابستان سال ۱۹۴۰ به رشلین منتقل شدند تا جایگزین فاو-۲ و فاو-۳ شوند. هااس ۱۲۹ آ-۰ فصل پاییز جهت ارزیابی در اختیار اسکادران ۵ جناح ۲ لیِر در توتوو قرار گرفت. تا پایان سال هفت فروند و ماه ژانویه سال ۱۹۴۱ هفت فروند دیگر هااس آ-۰ تحویل این یگان شد. مدل هااس ۱۲۹ آ-۰ می‌توانست به حداکثر سرعت ۳۵۴ کیلومتر بر ساعت، سقف پروازی ۵۴۰۰ و حداکثر برد ۶۵۰ کیلومتر برسد. دستگاه بی‌سیم فوگ ۱۷ و جعبه کمک‌های اولیه در میانه بدنه تعبیه می‌شد و دسترسی به آن از طریق صفحه‌هایی در اطراف بدنه پشت لبه پسین بال‌ها بود.
مدل تولیدی هااس ۱۲۹آ-۱ قرار بود تمامی تغییرات لازم دریافت شده از آزمایش پیش‌نمونه‌ها را در خود داشته باشد. این تغییرات شامل چرخِ دم خود مرکز، آسمانه جدید و رزه اصلاح‌شده اتاقک، زبانه‌های الکتریکی در دُم افقی و سکان می‌شد. با این حال در پی دریافت گزارش‌های انتقادی از پروازهای آزمایشی و عملکرد عملیاتی هااس ۱۲۹آ-۰، لوفت‌وافه قاطعانه مدل پیشنهادی تولیدی هااس ۱۲۹آ-۱ را رد کرد.

### مدل هااس ۱۲۹ب
مدل هااس ۱۲۹ب-۱

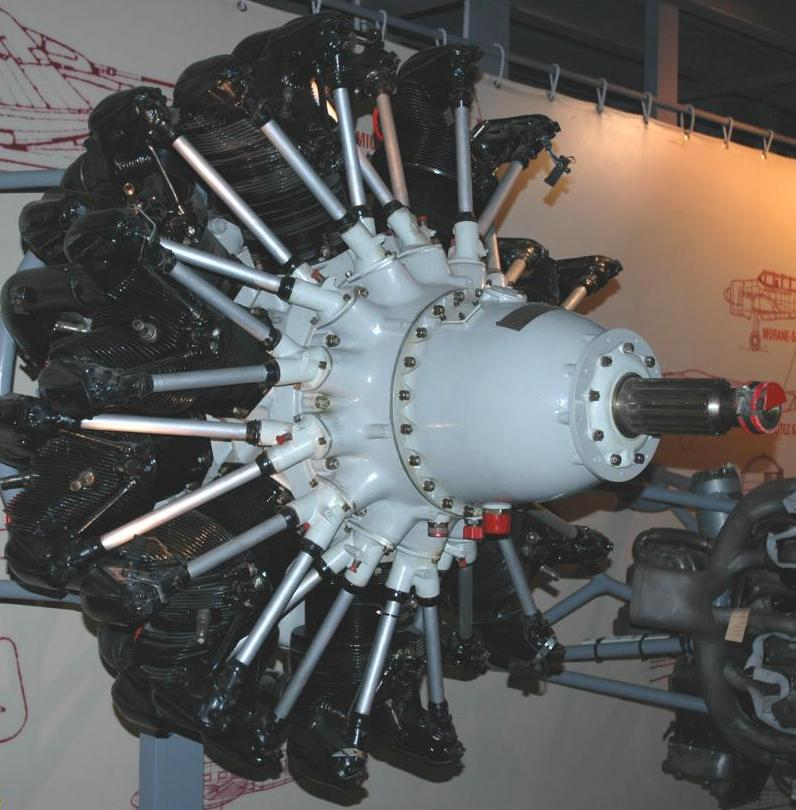
موتور ژنوم ارون ۱۴ام

به جهت استقبال نامطلوب از مدل هااس ۱۲۹آ، هنشل طراحی جدیدی با اندازه بزرگ‌تر و موتور قدرتمندتر ژنوم اِرون ۱۴اِم با عنوان په ۷۶ تولید کرد. به هر صورت، با توجه به نیاز فوری به یک هواگرد تهاجمی برای تجهیز جناح تهاجمی تازه‌تشکیل‌شده، وزارت هوانوردی از پذیرش آن که امر تولید را به تأخیر می‌انداخت، اجتناب کرد و در عوض از هنشل خواست یک نسخه اصلاح‌شده از هااس ۱۲۹آ-۰ با موتور غنیمتی فرانسوی ژنوم ارون ۱۴اِم تولید کند. البته استفاده از موتورهای داخلی جدید آرگوس آاس ۴۰۳ و ۴۱۱، نیز از نظر گذرانده شد اما این موتورها همچنان در حال توسعه بودند درحالی‌که تعداد زیادی از موتور ۱۴ام از پیش در دست بود. به هر حال بخش‌هایی از این موتور می‌بایست بر مبنای استانداردهای آلمانی اصلاح می‌شد تا امکان نصب آن به وجود آید. امید می‌رفت این نیروی محرکه بیشتر ویژگی‌های پروازی نمونه جدید هااس ۱۲۹ را ارتقا دهد.
هنشل تا ماه سپتامبر سال ۱۹۴۰ طرح هواگرد خود را برای موتور جدید تغییر داد و ماه اکتبر مجوز نصب نصب آن بر هااس ۱۲۹ فاو-۳ را گرفت. اوایل سال ۱۹۴۱ موتور ژنوم ارون ۱۴اِم را بر این هواگرد به عنوان پیش‌نمونه مدل جدید، نصب شد. برای جای‌گرفتن موتور بزرگ‌تر و سنگین‌تر بخش مرکزی بال و محفظه موتور اصلاح شد. برای تعادل‌بخشی به مرکز ثقل هواگرد در نتیجه افزایش وزن موتور، برخی تجهیزات دورنی به سمت دم جابه‌جا گردید. هواگرد اصلاح‌شده با عنوان هااس ۱۲۹ فاو-۳/او۱ نخستین بار روز ۱۹ مارس سال ۱۹۴۱ به پرواز درآمد. پروازهای آزمایشی متعاقب در مرکز رشلین نشان‌گر عملکرد بهتر موتور جدید با توان ۷۰۰ اسب نسبت به مدل هااس ۱۲۹آ-۰ بود. این موتور شعاعی سرعت هواگرد را افزایش داد. موتور ملغ سه‌تیغه راتیه را به چرخش درمی‌آورد. مشکل خروج از شیرجه حل شد و بار هدایت بر خلبان دیگر ناچیز بود. کیفیات پروازی و هدایت‌پذیری هواگرد ارتقای قابل توجهی یافت. مدل پدید آمده هااس ۱۲۹ب-۰ نام گرفت. به هر حال توان موتور هنگام برخاست و پرواز با حداکثر بارگذاری کم و درون اتاقک هنوز تنگ بود. هواگرد هنگام پرواز مسطح نمی‌توانست بیش از ۳۲۵ کیلومتر بر ساعت برود. هااس ۱۲۹ فاو-۳/او۱ ماه مه در اثر باز نشدن ارابه فرود سقوط کرد. به هر ترتیب طراحی جدید هنشل کاملاً رضایت‌بخش بود و در نهایت به تأیید رسید.
ساختار پایه مدل هااس ۱۲۹ب-۰ مشابه مدل هااس ۱۲۹آ-۰ بود. البته چندین تغییر بر آن اعمال شد. لبه جلو و عقب بال‌ها در این مدل صاف شد که مساحت بال را از ۲۸٫۴ متر مربع به ۲۹ متر مربع افزایش داد. این مسئله زمان تولید را کاهش داد و باعث بهبود نسبی هدایت‌پذیری شد. دماغه بزرگ‌تر و مقداری گردتر شد تا حالت آیرودینامیکی بهتر شود. شیشه جلویی دو تکه وی‌شکل پیشین با شیشه یک‌تکه جایگزین گشت. ضخامت این شیشهٔ تخت ۵۶ میلی‌متر بود. درون آن یک شکاف ۱۰ میلی‌متری قرار داشت تا گردش هوای گرم در آن جلوی تعریق شیشه را بگیرد. در باز طراحی آسمانه صفحات شیشه‌ای کشویی بزرگی به اطراف و یک صفحه شیشه‌ای به سقف افزوده شد تا دید بهتر شود. چندین نشان‌گر موتور از درون اتاقک تنگ به طرف داخلی پوسته محفظه موتور منتقل شد که خلبان می‌توانست با نگاه به بیرون اتاقک آن‌ها را ببیند. این موارد شامل نشان‌گرهای سوخت، دمای روغن، فشار سوخت و روغن، فشار سامانه روغن و دور موتور بود.
مدل تولیدی هااس ۱۲۹ب-۱ در جزئیات کوچکی با هااس ۱۲۹ب-۰ تفاوت داشت که شامل جایگزینی لوله بسته تسلیحات با فرورفتگی‌های روباز، طراحی مجدد ورودی هوای موتور و جابه‌جایی تجهیزات بی‌سیم درون بدنه می‌شد. این مدل نخستین بار ماه دسامبر سال ۱۹۴۱ به پرواز درآمد.
این مدل برای استفاده از انواع مختلفی از تسلیحات به شکل میدانی تغییر یافت. مدل هااس ۱۲۹ب-۱/اِر۱، علاوه بر تسلیحات استاندارد پیشین، دو بمب ۵۰ کیلوگرمی اس‌سی-۵۰ یا دو بسته از ۴۸ بمب ضدنفر ۲ کیلوگرمی اس‌دی-۲ حمل می‌کرد. متداول‌ترین نمونه مدل هااس ۱۲۹ب-۱/اِر۲ بود که علاوه بر تسلیحات استاندارد، یک توپ خودکار ام‌کا ۱۰۱ ۳۰ میلی‌متری با ۳۰ گلوله داشت. این توپ ضد تانک با یک پوسته هوا لغز جدا شونده زیر بدنه حمل می‌‎شد. حداکثر وزن قابل حمل امکان نصب دو بمب ۵۰ کیلوگرمی یا دو محفظه بمب‌های آ.ب.-۲۴ را نیز در زیر بال‌ها در این مدل می‌داد. در مدل هااس ۱۲۹ب-۱/اِر۳ یک آتشبار غیر هوا لغز با چهار مسلسل ام‌گه ۱۷ هر یک با ۵۰۰ گلوله نصب شد. این مدل نیز می‌توانست بمب‌های استاندارد را با خود حمل کند. هااس ۱۲۹ب-۱/اِر۴ چهار جایگاه ایی‌تی‌سی ۵۰ زیر بدنه برای حمل چهار بمب ۵۰ کیلوگرمی اس‌سی-۵۰ یا چهار محفظه آ.ب.-۲۴ با ۲۴ بمب ضدنفر اس‌دی-۲ داشت و یک بمب ۲۵۰ کیلوگرمی اس‌سی-۲۵۰ یا یک مخزن جدا شونده ۳۰۰ لیتری سوخت نیز زیر بدنه حمل کند. البته استفاده از دو مورد آخر بسیار نادر بود. هااس ب-۱/اِر۵ یک گونه هواگرد شناسایی با دوربین اِرب ۲۰/۳۰ و تسلیحات تقلیل‌یافته بود.
مدل هااس ۱۲۹ب-۲
افزایش قدرت زره تانک‌های دشمن باعث شد توپ‌های خودکار ۳۰ میلی‌کتری ام‌کا ۱۰۱ دیگر بر آن‌ها مؤثر نباشد. بدین خاطر آزمایش‌هایی برای نصب تسلیحات جدید بر هااس ۱۲۹ انجام گرفت. این آزمایش‌ها مدل جدیدی با عنوان هااس ۱۲۹ ب-۲ را پدیدآورد. این مدل فقط توپ حمل می‌کرد و محفظه بمب نداشت. در مدل ب-۲/اِر۱ مسلسل ۷٫۹ میلی‌متری ام‌گه ۱۷ با مسلسل ۱۳ میلی‌متری ام‌گه ۱۳۱ جایگزین شد. مدل هااس ۱۲۹ب-۲/اِر۲، علاوه بر تسلیحات استاندارد پیشین، یک توپ ۳۰ میلی‌متری ام‌کا ۱۰۳ در جایگاه زیر بدنه داشت. مدل ب-۲/اِر۳ یک توپ ضدتانک ۳۷ میلی‌متری ب‌کا ۳٫۷ در زیر بدنه حمل می‌کرد. مسلسل‌های ام‌گه ۱۳۱ از این مدل حذف شدند. بر مدل ب-۲/اِر۴ یک توپ ۷۵ میلی‌متری پاک ۴۰ زیر بدنه نصب گردید؛ این سلاح در اصل یک توپ ضدتانک زمین‌پایه بود. این مدل ماه مه سال ۱۹۴۴ در مرکز آزمایش تراومونده کارآزمایی شد. خروج گاز از پشت سلاح در این مدل، برخلاف یو ۸۸ که از اطراف خارج می‌شد، نتایج رضایت‌بخش‌تری حاصل کرد.
مهندسان شرکت هنشل بر مبنای گزارش‌های میدانی دریافت‌شده در مدل هااس ۱۲۹ب-۲ تغییراتی نیز در موتور هواگرد اعمال کردند. پوشش موتور اصلاح و لوله اگزوز کوتاه‌تر شد تا از داغ شدن موتور بکاهد. ورودی دایره‌ای شکل هوا به موتور با ورودی مستطیلی همراه فیتلر بهبود یافته خردوخاک جایگزین گشت. سامانه سوخت هم اصلاح شد. یک تنظیم‌گر فشار بین فیلتر سوخت و پمپ سوخت موتور نصب شد. پمپ تغذیه به‌کاررفته در مخازن سوخت بال‌ها خطر قطع جریان سوخت در شرایط گرمسیری را کاهش می‌داد. حفره‌های تخلیه در مخازن سوخت بال‌ها تعبیه شد تا هنگام پر بودن آن‌ها گرمای هوا سبب پارگی مخازن نشود. اوایل تولید هااس ۱۲۹ب-۲ دکل آنتن در بالای بدنه حذف و با یک سیم آنتن از بالای بدنه تا ثتبیت‌گر عمودی دُم، جایگزین شد. اواخر تولید یک آنتن حلقوی جهت‌یابی رادیویی در بالای بدنه قرار گرفت. چراغ فرود که روی بال چپ بود، حذف شد. در شش فروند از هواگردهای این مدل (ش.ک. ۰۳۵۶–۰۳۵۱) محل اتصالی در مخروطی دُم برای یدک‌کشی بادپر تهاجمی ده‌اف‌اس ۲۳۰ داشتند. با این حال هیچ موردی از ترکیب عملیاتی این دو هواگرد ثبت نشده‌است. این تعداد از هواگردها آینه‌ای بالای شیشه سقف اتاقک داشتند که به خلبان دید به پشت بدهد. این آینه بعداً در همه هواگردها، از جمله آن‌هایی که به یگان‌ها تحویل داده شده بودند، نصب شد. خلبان به کمک آن از حمله هواگردهای دشمن از پشت مطلع می‌شد.
یکی از تغییرات میدانی که در هواگردهای هااس ۱۲۹ب-۲ اعمال می‌شد نصب یک جایگاه بمب زیر هر بال برای حمل چهار بمب ۵۰ کیلوگرمی اس‌سی ۵۰ یا یک بمب ۵۰۰ کیلوگرمی زیر بدنه بود.
هااس ۱۲۹ب-۳
با موفق آزمایش‌های مدل ب-۲/اِر۴، ماه ژوئن سال ۱۹۴۴ یک مدل تولیدی با عنوان هااس ب-۳ ساخته شد که از توپ خودکار ۷۵ میلی‌متری ب‌کا ۷٫۵ استفاده می‌کرد. این توپ، برخلاف پاک ۴۰ که مکانیکی بود، به صورت الکتریکی هدایت می‌شد. این سلاح حدود ۶ متر طول داشت و دوازده گلوله حدوداً دوازده کیلویی برای آن حمل می‌شد. نرخ آتش یک گلوله در هر ۱٫۵ ثانیه بود. خلبان می‌توانست تسلیحات را از رها کند تا در صورت از دست رفتن یکی از موتورها بتواند هدایت هواگرد را در دست نگاه دارد.
سه فروند نخست از مدل هااس ب-۳ اوایل ماه اوت سال ۱۹۴۴ مرکز آزمایش تارنویتس تحویل داده شد که کارآزمایی‌ها بر آن در ماه سپتامبر صورت گرفت.
سه فروند از هواگردهای هااس ۱۲۹ به توپ‌های خمپاره‌انداز پیشرفته اس‌گه ۱۱۳ آ مجهز شدند. این سامانه شش لوله لوزی‌شکل داشت که هر کدام یک گلوله ۷۷ میلی‌متری کفشک به صورت عمودی به سمت پایین شلیک می‌کردند. این سلاح با تشخیص سایه تانک دشمن بر روی یک سلول نوری-الکتریکی عمل می‌نمود. به هر صورت اس‌گه ۱۱۳ آ هیچگاه استفاده عملیاتی نداشت چرا که در جریان آزمایش‌ها حسگر نمی‌توانست به شکل قابل‌اتکایی اهداف را شناسایی کند.
مدل هااس ۱۲۹سی
میانه سال ۱۹۴۴ در مواجهه با افزایش تلفات و خسارات وارد آمده به این هواگردها در جبهه شرقی، چندین مطالعه توسعه‌ای بر روی هواگرد هااس ۱۲۹ انجام گرفت تا عملکرد آن را بهبود ببخشد. در یک مورد پیشنهاد نصب دو موتور ایتالیایی ایزوتا فراسکینی دلتا با توان ۹۰۰ اسب بخار مطرح و بر آن عنوان هااس ۱۲۹ سی نهاده شد. مدل تولیدی هااس ۱۲۹ سی-۱ می‌بایست دو توپ خودکار ۳۰ میلی‌متری ام‌کا ۱۰۳ در کنار یکدیگر در یک برجک در زیر بدنه می‌داشت که از راه دور هدایت می‌شد. به هر صورت تنها آزمایش تونل باد بر این طرح صورت پذیرفت.
مدل‌های دیگر
بر یک هواگرد هااس ۱۲۹ صندلی‌پران نصب شد. دیگری با شعله‌افکن مطرح گردید. پیشنهادی هم برای استفاده از اتاقک زرهی هااس ۱۲۹ بر بدنه‌های دیگر، از جمله بدنه یونکرس یو ۸۸ با موتور یومو ۲۲۰ آ با توان ۲۵۰۰ اسب بخار و گوتا گو ۲۲۹ با موتور یومو ۲۱۳ در پیکربندی هل‌دهنده، وجود داشت.

## تولید
هنشل ماه ژوئن سال ۱۹۴۰ تولید ۱۲ فروند سفارش از مدل پیش تولید هااس ۱۲۹آ-۰ را تکمیل و جهت تکمیل سفارش که متعاقباً به ۱۶ فروند افزایش یافته بود، کار بر روی مدل تولیدی هااس ۱۲۹آ-۱ را آغاز کرد. به هر صورت تحویل نهایی هواگردهای هااس ۱۲۹آ-۰ تولید شده به جهت مواجهه با مشکلات فنی پیش‌بینی‌نشده در ساختار آن‌ها از جمله در آسمانه و کاربراتور، تا ماه دسامبر به تأخیر افتاد و با تغییر خواسته‌های رشلین تکمیل آن تا ماه بعد به طول انجامید. وزارت هوانوردی سفارش تولید هااس ۱۲۹آ-۰ را اواخر سال به ۱۴ فروند کاهش داد. لوفت‌وافه مدل تولیدی هااس ۱۲۹آ-۱ را نپذیرفت.
هنشل موتور ۱۴ام مدل هااس ۱۲۹ب را بر شانزده فروند از هواگردهای نیمه‌تکمیل‌شده مدل هااس ۱۲۹آ-۱ نصب کرد. برنامه تولید ۱۹/۱۱ وزارت هوانوردی مربوط به ماه آوریل سال ۱۹۴۱ تولید ۳۰ فروند هااس ۱۲۹ب را پیش‌بینی می‌کرد. متعاقباً این برنامه اصلاح شد و برنامه ۲۱/او تولید ۵۰ فروند هااس ۱۲۹ب تا ماه آوریل سال ۱۹۴۲ و ۲۰۰ فروند دیگر از آن تا ماه آوریل سال ۱۹۴۳ را در بر می‌گرفت. نخستین مدل تولید با عنوان هااس ۱۲۹ب-۱ ماه دسامبر سال ۱۹۴۱ در کارخانه اصلی هنشل در شونفلت وارد خط تولید شد. ده فروند از مدل ب-۰ با شماره کارخانه ۰۱۵۱ تا ۰۱۶۰ به هااس ۱۲۹ب-۱ ارتقا یافت. برای پوشش سفارش وزارت هوانوردی، ۵۰ فروند دیگر با شماره کارخانه ۰۱۶۱ تا ۰۲۱۰ از این مدل تولید شد. در جریان ساخت این گروه از هواگردها، فرایند تولید به کارخانه بزرگ‌تر یوهانیشتال در جنوب شرقی برلین منتقل گشت. ماه دسامبر سال ۱۹۴۱، وزارت هوانوردی سفارش تولید ۲۵۰ فروند هااس ۱۲۹ب-۱ گرمسیری‌شده با فیلتر شن در موتور برای عملیات در صحرای آفریقا صادر کرد. این سفارش ماه آوریل سال ۱۹۴۲ لغو شد. ده فروند از مدل ب-۱ به ده فروند نخست مدل هااس ۱۲۹ب-۲ ارتقا یافت. ماه مه سال ۱۹۴۲ برنامه ۲۰/ده به تأیید رسید و ۲۰۰ فروند دیگر به سفارش‌ها افزود. این سال تعداد سفارش از هااس ۱۲۹ب به ۷۵۸ فروند رسید. نخستین هواگرد مدل هااس ۱۲۹ب-۲ همان ماه مه سال ۱۹۴۲ تکمیل شد. هنشل در نظر داشت تولیدات مدل هااس ۱۲۹ب-۲ را به ۴۰ فروند در ماه برساند اما خواسته‌های گاهی متناقض وزارت هوانوردی و تغییر سفارش‌ها، سرعت تولید را تا ماه سپتامبر سال ۱۹۴۲ به حدود ۲۰ فروند در ماه کاهش داد. استفاده از کارگران خارجی کمتر قابل‌اتکا هم بر این مسئله مؤثر بود. با این حال در ادامه سرعت تولید به مرور افزایش یافت. کارخانه‌های شونفلت و یوهانیشتال با هم ۱۶۹ فروند از مدل هااس ۱۲۹ب-۲ در سال ۱۹۴۲ تولید کردند. سال بعد تولید این مدل ادامه پیدا کرد و ۴۱۴ فروند دیگر از آن تحویل گردید. بالاترین نرخ تولید مربوط بازه زمانی بین ماه‌های ژوئن تا نوامبر سال ۱۹۴۳ بود که هر ماه ۴۰ فروند تولید شد. بیش از ۹۰ درصد تمامی تولیدات هااس ۱۲۹ از مدل هااس ۱۲۹ب-۲ بودند. از مدل هااس ۱۲۹ب-۳ از ماه سپتامبر سال ۱۹۴۴ در شونفلت ۲۵ فروند تولید شد. در مجموعاً ۸۶۶ فروند از هواگردهای هااس ۱۲۹ب تولید شد.
تولید هواگردهای هااس ۱۲۹ در همکاری با تعدادی از کارخانجات آلمانی و فرانسوی دیگر صورت می‌گرفت. گراسلیتس در چک بدنه هواگرد، آمبی در برلین بخش میانی آن و آاِگ در والدائو تجهیزات الکترونیکی و قطعات پوسته موتور برای این فرایند تأمین می‌کردند. شرکت سنکان در پاریس، اصلاح مورد نیاز آلمانی‌ها بر موتور ژنوم ارون ۱۴ام را اعمال و پوسته برای آن تولید نمود. شوسون دیگر کارخانه پاریسی، قطعات شاسی، دم و بال تولید می‌کرد. این پراکندگی غالباً به جهت مشغله هنشل در تولید بمب‌افکن یو ۸۸ بود. در عمل هنشل تنها تولید اتاقک زرهی خلبان و بخشی از تجهیزات درونی را انجام می‌داد و در نهایت مجموع قطعات را سر هم می‌کرد.
بمباران‌های راهبردی متفقین علیه صنایع آلمان با هدف قرار دادن کارخانه‌های هنشل و شرکای تولیدی آن اثر بدی بر تولید هواگردهای هااس ۱۲۹ می‌گذاشت اما هنشل به هر صورت توانست تا ماه سپتامبر سال ۱۹۴۴ تولیدات را ادامه دهد.
بسیاری از منابع کل تولید هواگردهای هااس ۱۲۹ را حدود ۸۶۰ فروند آورده‌اند. با این حال بر اساس جدول زیر که بر مبنای داده‌های خود شرکت هنشل است مجموعاً حدود ۱٬۲۰۰ هواگرد تولید شده‌است. این تفاوت در اثر از بین رفتن هواگردهای تقریباً تکمیل شده در اثر بمباران هوایی دشمن در کارخانه پدید می‌آید. علاوه بر این اواخر جنگ تولید در کارخانه‌های مخفی صورت می‌گرفت که ممکن است اطلاعات به همراه خود تولید از بین رفته باشد.
| مدل                | شماره کارخانه     | تاریخ تولید                | تعداد | توضیح |
| ------------------ | ----------------- | -------------------------- | ----- | --- |
| پیش‌نمونه           | ۳۰۰۳ ۱۲۹–۳۰۰۱ ۱۲۹ | نوامبر ۱۹۳۸ - سپتامبر ۱۹۳۹ | ۳     | |
| هااس ۱۲۹آ-۰        | ۳۰۱۷ ۱۲۹–۳۰۰۴ ۱۲۹ | نوامبر ۱۹۳۹ - ژانویه ۱۹۴۱  | ۱۴    | |
| هااس ۱۲۹ب-۰        | ۰۰۳۱–۰۰۱۶         | دسامبر ۱۹۴۰ - نوامبر ۱۹۴۱  | ۱۶    | سفارش به عنوان هااس ۱۲۹آ۱–۱نصب موتور ۱۴ام و تبدیل به هااس ۱۲۹ب-۰                                                               |
| هااس ۱۲۹ب-۱        | ۰۱۶۰–۰۱۵۱         | دسامبر ۱۹۴۰ - مارس ۱۹۴۱    | ۱۰    | در ابتدا با عنوان هااس ۱۲۹آ-۱۴/۱امتغییر عنوان به هااس ۱۲۹ب-۱                                                                   |
| هااس ۱۲۹ب-۱        | ۰۲۰۰–۰۱۶۱         | مارس ۱۹۴۱ - مه ۱۹۴۲        | ۴۰    | |
| هااس ۱۲۹ب-۲        | ۰۴۵۰–۰۲۰۱         | مه ۱۹۴۲ - فوریه ۱۹۴۳       | ۲۵۰   | ده فروند نخست ارتقا از ده فروند آخر هااس ۱۲۹ب-۱                                                                                |
| هااس ۱۲۹ب-۲        | ۱۴۰۴۴۰–۱۴۰۴۰۱     | مارس - آوریل ۱۹۴۳          | ۴۰    | ۱۴۰۴۲۸ و ۱۴۰۴۳۳ در خدمت نیروی هوایی رومانی                                                                                     |
| هااس ۱۲۹ب-۲        | ۱۴۰۵۴۰–۱۴۰۴۹۱     | آوریل - ژوئیه ۱۹۴۳         | ۵۰    | آزمایش توپ‌های ب‌کا ۵ و ب‌کا ۱۳ بر ۱۴۰۴۹۴                                                                                         |
| هااس ۱۲۹ب-۲        | ۱۴۰۸۴۰–۱۴۰۷۱۱     | ۱۹۴۳                       | ۱۳۰   | تحویل ۳۳۱ فروند هااس ۱۲۹ب به خط مقدم تا مارس ۱۹۴۳                                                                              |
| هااس ۱۲۹ب-۲        | ۱۴۰۸۹۰–۱۴۰۸۶۱۱    | ۱۹۴۳                       | ۳۰    | |
| هااس ۱۲۹ب-۲        | ۱۴۱۱۳۰–۱۴۱۱۱۱     | ۱۹۴۳                       | ۲۰    | تحویل ۵۶۰ فروند هااس ۱۲۹ب به خط مقدم تا سپتامبر ۱۹۴۳                                                                           |
| هااس ۱۲۹ب-۲        | ۱۴۱۳۰۰–۱۴۱۲۰۱     | ۱۹۴۴–۱۹۴۳                  | ۱۰۰   | آزمایش توپ ب‌کا ۵ بر ۱۴۱۲۹۱ و ۱۴۱۲۹۲، آزمایش ب‌کا ۷٫۵۱۴۱۲۹۱، ۱۴۱۲۹۲ و ۱۴۰۴۹۴ مجهز به ب‌کا ۷٫۵۱۴۰۴۹۴ و ۱۴۱۲۹۱ پیش‌نمونه هااس ۱۲۹ب-۳ |
| هااس ۱۲۹ب-۲        | ۱۴۱۳۳۵            | -                          | ۱     | |
| هااس ۱۲۹ب-۲        | ۱۴۱۴۱۰–۱۴۱۳۷۱     | ۱۹۴۴                       | ۴۰    | |
| هااس ۱۲۹ب-۲        | ۱۴۱۵۹۰–۱۴۱۴۹۱     | ۱۹۴۴                       | ۱۰۰   | |
| هااس ۱۲۹ب-۲        | ۱۴۱۷۶۰–۱۴۱۶۸۱     | ۱۹۴۴                       | ۸۰    | |
| هااس ۱۲۹ب-۲        | ۱۴۱۸۹۰–۱۴۱۸۲۱     | ۱۹۴۴                       | ۷۰    | |
| هااس ۱۲۹ب-۲        | ۱۴۲۰۲۱۰–۱۴۱۹۶۱    | ۱۹۴۴                       | ۶۰    | ۱۴۲۰۰۲ مجهز به شعله‌افکن |
| هااس ۱۲۹ب-۲        | ۱۴۲۲۰۹۰–۱۴۲۰۴۱    | ۱۹۴۴                       | ۵۰    | |
| هااس ۱۲۹ب-۲        | ۱۶۲۰۳۲–۱۶۲۰۰۱     | ژوئن-سپتامبر ۱۹۴۴          | ۳۲    | توقف تولید در سپتامبر ۱۹۴۴اوراق شدن بدنه‌های اضافی                                                                              |
| هااس ۱۲۹ب-۳        | ۱۶۲۰۵۵–۱۶۲۰۳۳     | ژوئیه-سپتامبر ۱۹۴۴         | ۲۳    | توقف تولیداوراق شدن بدنه‌های اضافی                                                                                              |
| هااس ۱۲۹سی-۱/فاو-۴ | ۲۲۰۰۰۱            | آوریل ۱۹۴۳-مارس ۱۹۴۴       | ۱     | پیش‌نمونه چهارم و نهاییلغو تولید هااس ۱۲۹سی-۱ در مارس ۱۹۴۴                                                                      |

| سال     | ۱۹۴۰ | ۱۹۴۱ | ۱۹۴۲ | ۱۹۴۳ | ۱۹۴۴ |
| ------- | ---- | ---- | ---- | ---- | ---- |
| ژانویه  | -    | -    | ۳    | ۲۴   | ۳۰   |
| فوریه   | -    | -    | ۳    | ۲۷   | ۲۵   |
| مارس    | -    | -    | ۶    | ۳۰   | ۳۵   |
| آوریل   | -    | -    | ۳۱   | ۳۳   | ۳۵   |
| مه      | -    | -    | ۱۸   | ۳۶   | ۳۵   |
| ژوئن    | -    | -    | ۱۸   | ۴۰   | ۲۷   |
| ژوئیه   | -    | -    | ۲۰   | ۴۰   | ۱۸   |
| اوت     | -    | -    | ۲۴   | ۴۰   | ۳    |
| سپتامبر | ۷    | -    | ۱۵   | ۴۰   | ۱۷   |
| اکتبر   | ۷    | -    | ۳۳   | ۴۰   | -    |
| نوامبر  | ۷    | -    | ۲۴   | ۴۰   | -    |
| دسامبر  | -    | ۱    | ۲۴   | ۲۴   | -    |
| مجموع   | ۷    | ۱    | ۲۱۹  | ۴۱۴  | ۲۲۵  |

## تاریخچه عملیاتی
هواگردهای تولید شده آ-۰ به نیروی هوایی رومانی و یگان آموزشی گروه ۴ از جناح ۱۰۱ تهاجمی لوفت‌وافه در فرانسه تحویل گردید. تعدادی از آن‌ها تا سال ۱۹۴۴ همچنان در حال پرواز بودند. این مدل به اندازه‌ای به شکل عمومی ناپسند خلبان‌ها و خدمه زمینی بود که «تابوت پرنده» نام گرفت. تحویل مدل هااس ۱۲۹ ب-۱ به لوفت‌وافه از اوایل سال ۱۹۴۲ آغاز شد. نخستین یگان لوفت‌وافه که به این هواگردها مجهز گشت گروه ۲ از جناح ۱ تهاجمی در لیپ‌اشتات بود که ۱۶ فروند از آن‌ها را روز ۲۸ مارس سال ۱۹۴۲ دریافت کرد. هنگام انتقال این یگان در ماه مه سال ۱۹۴۲ به جبهه شرقی جنگ جهانی دوم ۱۲ فروند از هواگردهای هااس ۱۲۹ ب-۱ آن باقی مانده بود که دو سوم از آن‌ها عملیاتی بودند. از آن‌ها تحت امر ناوگان چهارم هوایی لوفت‌وافه در قسمت جنوبی خط مقدم استفاده شد. هواگردهای هااس ۱۲۹ ماه مه از عملیات تهاجم در کریمه برای تصرف سواستوپول پشتیبانی کردند و سپس ماه ژوئن به مقابل تهاجم شوروی در ناحیه خارکوف اعزام شدند. خلبانان جناح ۱ تهاجمی آموزش عملیاتی کاملی با این هواگردها ندیده بودند تا از توپ آن علیه تانک‌های دشمن استفاده کنند. به همین چهت وادار به تدبیر تاکتیک‌های خود شدند که البته چندان موفق نبود. آن‌ها تمامی مهمات خود را صرف یک تانک می‌کردند تا آن را از بین ببرند. با این حال، این هواگردها با منهدم کردن ۲۳ تانک ارتش سرخ، نقش مهمی در نبرد دوم خارکوف داشتند. به هر صورت تعداد هواگردهای عملیاتی هااس ۱۲۹ در اثر مشکلات موتور ژنوم ارون ۱۴ام به شدت کاهش یافت. این موتورها اتکاپذیری اندکی داشتند و گاهی آتش می‎گرفتند. علاوه بر این مسئله کمبود قطعات یدکی و ناآشنایی مکانیک‌ها با نگهداری و تعمیر توپ‌های ضدتانک نیز وجود داشت.
یگان بعدی اسکادران ۴ از گروه ۱ در جناح ۲ تهاجمی بود که روز ۳۰ سپتامبر سال ۱۹۴۲ با شمول دوازده هواگرد هااس ۱۲۹ در در لهستان تشکیل گردید. این یگان ماه نوامبر سال ۱۹۴۲ به شمال آفریقا فرستاده شد. تا این هنگام از توان آن ۸ فروند هااس ۱۲۹ باقی مانده بود که نیمی از آن‌ها عملیاتی بودند. مشخص شد موتور آن‌ها در برابر گردوخاک هم به شدت آسیب‌پذیر است. پس از چند بار پرواز بر فراز خطوط متفقین، دو فروند از چهار هااس ۱۲۹ موجود در آفریقا پس از فرود سخت به غنیمت دشمن درآمد. دو فروند مابقی به طرابلس فرستاده شد تا فیلتر مناسبی برای گردوخاک بر آن‌ها نصب شود که به نتیجه‌ای نرسید. این دو هواگرد نیز هنگام حمله بریتانیایی‌ها به طرابلس، در روز ۲۳ ژانویه سال ۱۹۴۳ منهدم شدند.

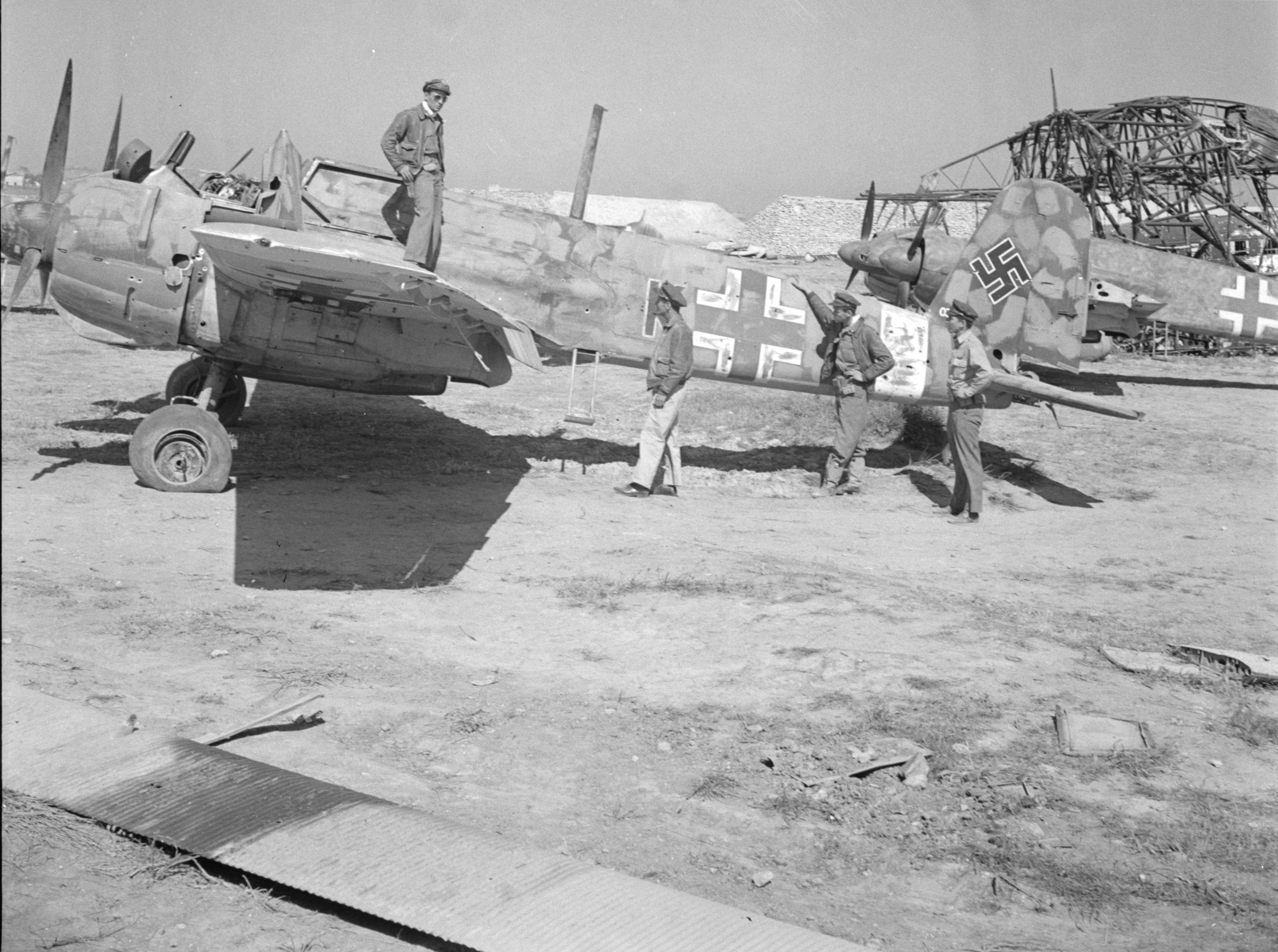
هااس ۱۲۹ ب-۲ در تونس، مه ۱۹۴۳

یگان تازه‌تشکیل‌شده دیگری با عنوان اسکادران ۸ از جناح ۲ تهاجمی ماه فوریه سال ۱۹۴۳ با شمول هفت فروند هااس ۱۲۹ در تونس عملیاتی شد. تعداد هواگردهای هااس ۱۲۹ این یگان همان ماه به ۱۰ و تا ماه آوریل به ۱۶ فروند رسید. ماه مه سال ۱۹۴۳ یگان به ساردنی در مدیترانه و سپس در ماه ژوئیه همان سال به جبهه شرقی منتقل شد.
با پدیداری تانک‌های قدرتمند تی-۳۴، کی‌وی-۱ و کی‌وی-۲ شوروی سبب شد آلمان تمامی اسکادران‌های هواگردهای هنشل هااس ۱۲۹ خود را در نقش ضدزره در جبهه شرقی متمرکز کند. اوایل ماه ژوئیه سال ۱۹۴۳ چهار اسکادران از پنج اسکادران هواگردهای هااس ۱۲۹ تحت فرماندهی کلی سروان برونو مایر با استقرار در شمال غربی خارکوف در عملیات سیتادل حضور داشتند که منجر به نبرد کورسک شد. هر یک از این اسکادران‌ها ۱۶ هواگرد در اختیار داشتند. این هواگردها عملکرد خوبی در برابر تانک‌های دشمن ارائه کردند.
ماه اکتبر سال ۱۹۴۳، در جریان باز سازماندهی لوفت‌وافه، پنج اسکادران هواگردهای هااس ۱۲۹ یکدیگر ترکیب گروه ۴ ضدزره جناح ۹ تهاجمی را تحت امر سروان مایر تشکیل دادند. این تنها گروه در لوفت‌وافه بود که پنج اسکادران داشت. از آن در نواحی ناوگان‌های چهارم و ششم هوایی لوفت‌وافه علیه تمرکز آرایش‌های زرهی شوروی استفاده شد.
تلفات این هواگردها بالا بود. تا پایان سال ۱۹۴۳ از مجموع ۶۴۴ فروند هواگرد هااس ۱۲۹ب تولیدشده، ۴۹۵ فروند (حدود ۷۵ درصد) در اثر رزم، حادثه یا رها شدن در پایگاه‌های هوایی سقوط کرده، از دست رفت.
اوایل سال ۱۹۴۴، در قالب مواجهه با خطر تهاجم متفقین به سواحل غربی، یک یگان آموزشی-جایگزینی از هواگردهای هااس ۱۲۹ به عنوان یکی از اسکادران‌های گروه ۳ جناح ۱۵۱ تهاجمی ایجاد شد. این آرایش با استقرار در کرپیکه، در جریان پیاده‌سازی متفقین در نرماندی، در وظایف شناسایی عمل کرد.{sfn|Smith|1966|p=۱۲}}
نمونه‌های تولید از مدل ب-۳ زمستان ۱۹۴۴/۴۵ به اسکادران‌های ۱۰ و ۱۴ جناح ۹ تهاجمی تحویل شدند. از آن‌ها با موفقیت علیه تانک‌های شوروی، حتی مدل سنگین آی‌اس، استفاده گردید تا این ماه مارس سال ۱۹۴۵ کمبود سوخت لوفت‌وافه را زمین‌گیر کرد. تا ماه ژانویه سال ۱۹۴۵ از توان گروه ۴ جناح ۹ تهاجمی تنها ۲ اسکادران باقی مانده بود. همان ماه گروه دیگری (۱) تشکیل شد.

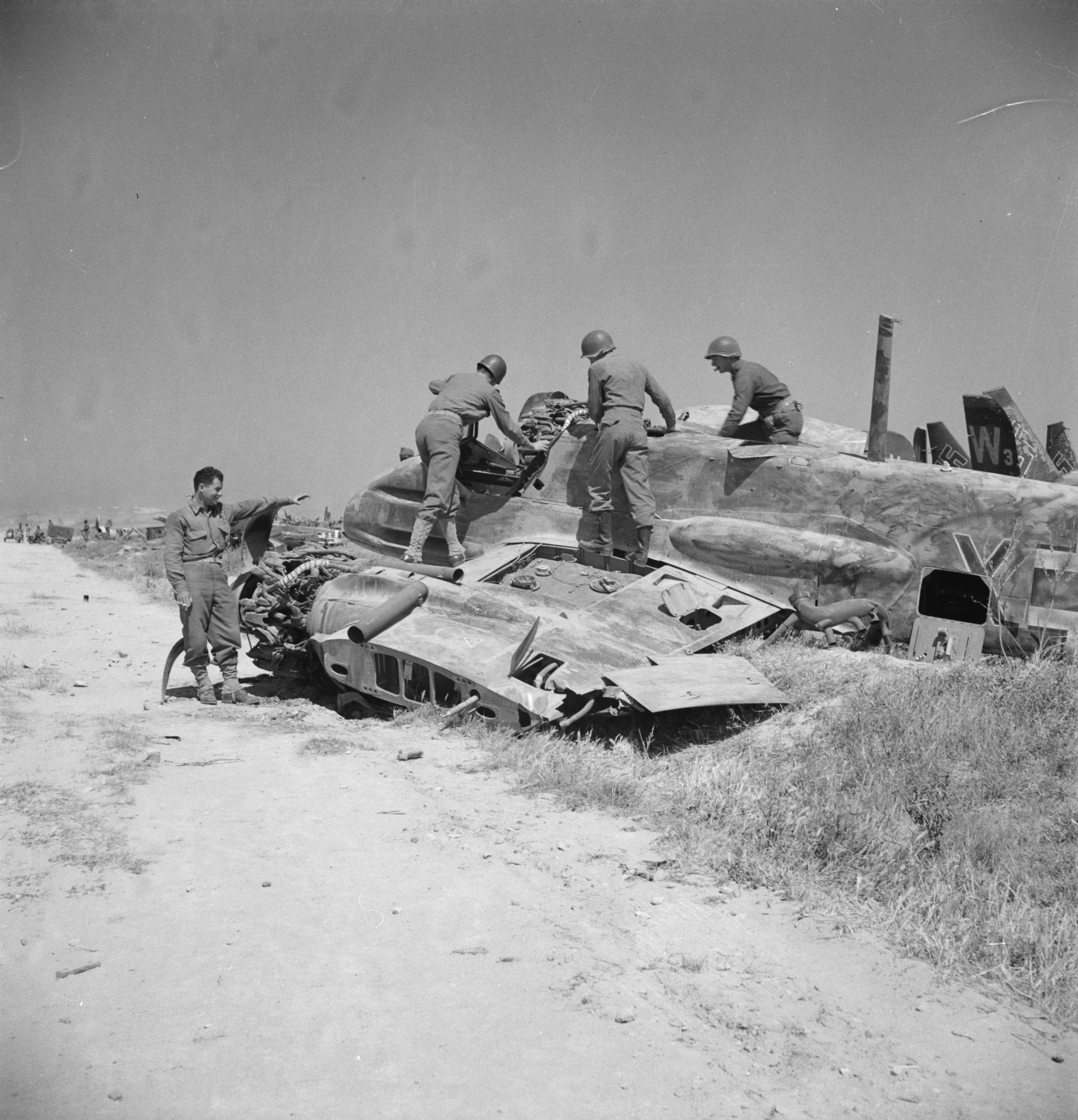
یک هواگرد آسیب‌دیده هااس ۱۲۹، تونس،‌۱۹۴۳

| سال       | ۱۹۴۰ | ۱۹۴۱ | ۱۹۴۲ | ۱۹۴۳ | ۱۹۴۴ | ۱۹۴۵ |
| --------- | ---- | ---- | ---- | ---- | ---- | ---- |
| ژانویه    | ۱    | -    | ۱    | ۲۴   | ۱۴   | ۳۰   |
| فوریه     | -    | -    | ۱    | ۷    | ۱    | ۷    |
| مارس      | -    | -    | -    | ۱۶   | ۴۶   | -    |
| آوریل     | -    | -    | ۳    | ۲۶   | ۱۷   | -    |
| مه        | -    | -    | ۸    | ۲۵   | ۱    | -    |
| ژوئن      | -    | -    | ۹    | ۸    | ۲    | -    |
| ژوئیه     | -    | -    | ۱۷   | ۴۹   | ۱۳   | -    |
| اوت       | -    | -    | ۱۴   | ۳۷   | ۳    | -    |
| سپتامبر   | -    | -    | ۴    | ۲۸   | ۱    | -    |
| اکتبر     | -    | -    | ۲    | ۳۴   | ۲    | -    |
| نوامبر    | -    | -    | ۹    | ۲۵   | -    | -    |
| دسامبر    | -    | -    | ۱۰   | ۱۱   | ۲    | -    |
| مجموع     | ۲    | ۰    | ۷۸   | ۲۸۸  | ۱۰۲  | ۳۷   |
| ۵۰۷ فروند |      |      |      |      |      |      |

## هواگردهای غنیمتی
- یکی از هواگردهای هااس ۱۲۹ که با آسیب‌های جزئی در شمال آفریقا به غنیمت درآمده بود، از هم گشوده و به بریتانیا فرستاده شد. بخش نخست قطعات روز ۲۷ ژوئن سال ۱۹۴۳ به کالی‌وستون در نورث‌همپتون‌شر رسید. هواگرد تحویل اسکادران ۱۴۲۶ نیروی هوایی بریتانیا شد. این یگان به‌شکل اختصاصی مسئول ارزیابی هواگردهای غنیمتی بود. هواگرد از روز ۲۱ اوت سال ۱۹۴۴ با شماره سریال «ان‌اف ۷۵۶» به رنگ هواگردهای نیروی هوایی بریتانیا درآمد. پس تعمیرات اساسی بر بدنه و موتورها، پرواز کرد. با این وجود هواگرد مداوما دچار مشکل بود و در نهایت روز ۸ نوامبر زمین‌گیر شد. اویل سال ۱۹۴۵ به تنگمیر و ماه نوامبر به یگان شماره ۲۷ تعمیر و نگهداری در سیلند جهت انبار شدن منتقل گشت.[۴۲]
- یکی از هواگردهای شناسایی هااس ۱۲۹ هفته پایانی ماه ژوئیه سال ۱۹۴۴ در پایگاه هوایی کان به غنیمت نیروی هوایی بریتانیا درآمد اما از سرنوشت آن اطلاعی ثبت نشده‌است.[۳۴]

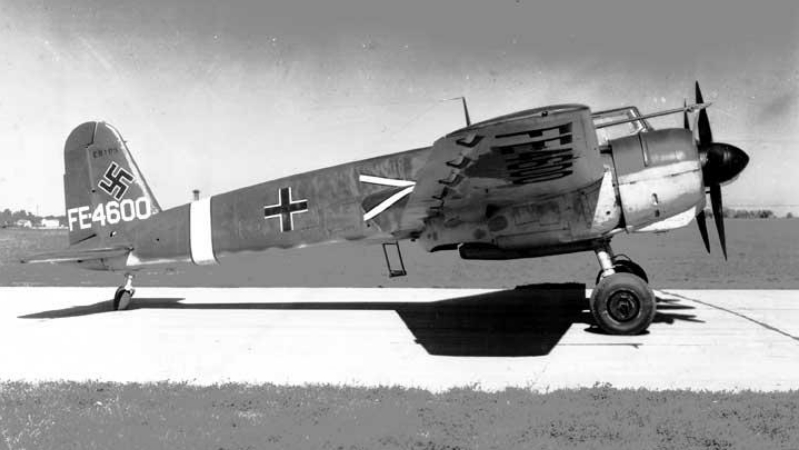
یک فروند از هواگردهای هااس ۱۲۹ غنیمت‌گرفته‌شده در پایگاه فریمن، ۱۹۴۶

- یک فروند هااس ۱۲۹ غنیمتی به ایالت متحده منتقل و با شماره «اف‌ائی-۴۶۰۰» در پایگاه هوایی فریمن در ایندیانا ارزیابی شد. از سرنوشت متعاقب آن اطلاعاتی ثبت نشده‌است.[۴۲]
- چندین هواگرد هااس ۱۲۹ به غنیمت شوروی درآمد. یکی از آن‌ها اواخر سال ۱۹۴۳ در مسکو به نمایش گذاشته شد.[۴۲]

## مشخصات فنی
|                             | هااس ۱۲۹آ-۰   | هااس ۱۲۹ب-۰         | هااس ۱۲۹ب-۱         | هااس ۱۲۹ب-۲         |
| نخستین پرواز                | ۱ اوت ۱۹۴۰    | ۱۹ مارس ۱۹۴۱        | دسامبر ۱۹۴۱         |                     |
| خدمه                        | ۱ نفر         | ۱ نفر               | ۱ نفر               | ۱ نفر               |
| طول                         | ۹٫۷۵ م        | ۹٫۷۵ م              | ۹٫۷۵ م              | ۹٫۷۵ م              |
| طول بال                     | ۱۴٫۲ م        | ۱۴٫۲ م              | ۱۴٫۲ م              | ۱۴٫۲ م              |
| مساحت بال                   | ۲۸٫۴ متر مربع | ۲۹ متر مربع         | ۲۹ متر مربع         | ۲۹ متر مربع         |
| طول دُم                      | ۴٫۷۸ م        | ۴٫۷۸ م              | ۴٫۷۸ م              | ۴٫۷۸ م              |
| ارتفاع                      | ۳٫۲۵ م        | ۳٫۲۵ م              | ۳٫۲۵ م              | ۳٫۲۵ م              |
| وزن خالی                    | ۳٬۲۸۰ ک‌گ      | ۳٬۶۷۵ ک‌گ            | ۳٬۶۶۱ ک‌گ            | ۳٬۸۱۰ ک‌گ            |
| وزن بارگذاری‌شده             | ۴٬۳۱۰ ک‌گ      | ۳٬۸۳۹ ک‌گ            | ۴٬۰۵۷ ک‌گ            | ۴٬۱۹۷ ک‌گ            |
| حداکثر وزن برخاست           |               | ۵٬۰۰۰ ک‌گ            | ۵٬۰۰۰ ک‌گ            | ۵٬۲۵۰ ک‌گ            |
| سرعت صعود(۲۰۰۰ متری، دقیقه) |               | ۷٫۵                 | ۷٫۵                 | ۸٫۲۵                |
| برد                         | ۶۵۰ ک‌م        | ۷۵۰ ک‌م              | ۷۱۰ ک‌م              | ۶۸۰ ک‌م              |
| حداکثر سرعت(۱٬۰۰۰ متری)     |               | ۳۲۵ کیلومتر بر ساعت | ۳۲۵ کیلومتر بر ساعت | ۳۲۵ کیلومتر بر ساعت |

هااس ۱۲۹ب-۱/اِر۲

هااس ۱۲۹ب

- نیرومحرکه: ۲ × موتور شعاعی ۱۴ سیلندر ژنوم-رون ۱۴ام ۴/۵ خنک‌شونده با هوا: هر یک ۷۰۰ اسب بخار هنگام برخاستن
- ملخ: الکتریکی سه‌تیغه راتیه با سرعت ثابت
- حداکثر سرعت: ۴۰۷ کیلومتر بر ساعت در ارتفاع ۳٬۸۰۰ متری
  - هااس ۱۲۹آ-۰: ۳۵۴ کیلومتر بر ساعت در سطح دریا
  - هااس ۱۲۹ب-۳: ۳۲۰ کیلومتر بر ساعت در سطح دریا
- سقف پروازی: ۹٬۰۰۰ متر
  - هااس ۱۲۹آ-۰: ۵٬۴۰۰ متر
- ۲ × مسلسل ۷٫۹ میلی‌متر ام‌گه ۱۷
- ۲ × توپ خودکار ۲۰ میلی‌متر ام‌گه ۱۵۱
- ۱ × توپ خودکار ام‌کا۱۰۱ ۳۰ میلی‌متر